# اسمش نادنم
«اِسمُش نادُنُم» یا «گُلِ بُستانِن» ترانه‌ای فولکلور به زبان اچمی است که احمد علاءالدین هرنگی آن را به لهجهٔ بستکی سروده‌است. این ترانه از مشهورترین و عامه‌پسندترین اشعار و ترانه‌های اچمی است که از همان زمان خلق تا امروزه، در مناسبت‌های محلی رواج دارد. «اسمش نادنم» حداقل بیست بند دارد و شاعر، آن را خطاب به معشوقه‌اش سروده‌است.

## سراینده
احمد علاءالدین هرنگی چنان‌که از پسوند نامش پیداست، اهل روستای هرنگ و از طایفهٔ «رئیس» بوده‌است. او به عنوان پیشکار، در خدمت خوانین بستک و جهانگیریه بوده‌است که پس از چندی به بحرین رفته و همان‌جا درگذشته است. به جز «اسمش نادنم»، آثار زیاد دیگری به زبان‌های اچمی و فارسی از او بر جای مانده‌است که «آخی دِلُم که دلبرُم ناتا»، «از دل گرفتارم در هوای تو»، «یَک شُوِی مبارک»، «ای گل گلزار من»، «اُمْناشا، اُمْناشا»، «دختر گل‌فروش» و «دل و جُن فدایت ای وِل» از آن جمله‌اند.

## پیشینه
مصطفی‌خان بستکی به شعر علاقه داشت و فایز تخلص می‌کرد. او در دورهٔ حکومتش بر لارستان، شاعران مناطق مختلف تحت حکومت خود را به بستک فرامی‌خواند و نوعی دربار کوچک برای خودش ترتیب داده بود. در آن دوره اشعار زیادی به زبان اچمی سروده شده‌است که بسیاری از آنها موجود است. ترانهٔ «اسمش نادنم» یکی از همان اشعار است که امروزه به نام ترانه‌های بستکی شناخته می‌شوند. به نوشتهٔ احمد اقتداری، این ترانه را مردم لارستان از دیرباز شنیده‌اند. او همچنین ذکر می‌کند که خودش در کودکی و در حدود سال ۱۳۱۰ این ترانه را از زبان مردم بستک شنیده‌است و در دههٔ پنجاه نیز غالب مردم آن مناطق، ترانه را می‌خوانده‌اند. امروزه هم این شعر برای عامهٔ مردم، مقبولیت بالایی دارد و در مناسب‌های مختلفی چون عروسی‌ها، خوانده می‌شود.

## محتوا و نقد
«اسمش نادنم» به زبان اچمی و لهجهٔ بستکی سروده شده‌است که تفاوت‌هایی با سایر لهجه‌های این زبان دارد و گسترهٔ استفاده از آن به شهرستان بستک در استان هرمزگان محدود می‌شود. این ترانه را احمد اقتداری در بیست بند و علی‌اکبر بستکی در بیست و دو بند ضبط کرده‌اند. ردیف آن اسمش نادنم به معنی نامش را نمی‌دانم است و به مخاطب ترانه که اسمی از او برده نمی‌شود، اشاره دارد. اقتداری، مخاطب ترانه را دختری از خانواده‌ای محترم که معشوقهٔ احمد علاءالدین هرنگی بوده‌است، می‌داند و معتقد است که شاعر به سبب حفظ حرمت و ادب، از ذکر نام او خودداری کرده‌است. عنایت‌الله نامور هم معشوقهٔ شاعر را دختر خان بستک معرفی می‌کند. او همچنین ترکیبات این ترانه مانند سرو گلستان، پستهٔ خندان و کمان ابروان را مورد توجه قرار داده و معتقد است به دلیل فارسی بودن تمامی این تصاویر شعری، این ترانه را نمی‌توان اثری محلی به معنای دقیق توصیف کرد؛ ولو این که دارای صفت‌ها، فعل‌ها و ضمیرهای زبان محلی باشد. این ترانه و دیگر ترانه‌های مشابه، علاوه بر بعد ادبی، دارای ابعاد مردم‌شناسانه و تاریخی نیز هستند و با نشان دادن دلدادگی مردانی از طبقهٔ رعیت به دختران خان‌زاده و تاجرزاده، طبقات اجتماعی موجود در گذشتهٔ این مناطق را می‌نمایانند.

### متن
| گل بستانِن اسمُش نادُنِم |  | سرو گلستانِن اسمُش نادُنِم |

| گل بستانِن اسمُش نابُرُم |  | سرو گلستانِن اسمُش نادُنُم |

| جمال زیبایش هَرکِش نَدِدُه |  | چون ماه تابانِن اسمُش نادُنِم |

| جمال زیبایُش هرکِش نِدِدِن |  | چو ماه تابانِن اسمُش نادُنُم |

| کمند گیسویش حلقه‌حلقه هِن |  | چو عنبرافشانِن اسمُش نادُنِم |

| بِگِرد رخسار ماه اَنوَرُش |  | گِزِیْرِ چوگانِن اسمُش نادُنِم |

| بِگِرْدِ رخسارُش ماه انورِن |  | که زیر چوگانِن اسمُش نادُنُم |

| کمان ابرویش وقت قصد دل |  | با تیر مژگانِن اسمُش نادُنِم |

| کمان ابرویَش وقت قصد دل |  | با تیر مژگانِن اسمُش نادُنُم |

| چشمان شهلایَش پناهم بخدا |  | رهزن ایمانِن اسمُش نادُنِم |

| چشمان شهلایَش پناهَم بر خدا |  | رهزن ایمانِن اسمُش نادُنُم |

| دماغ باریکش پَترِنُویْ طلا |  | چن چفت و موزونِن اسمُش نادُنِم |

| دُماغِ باریکُش پَتْریِ طِلا |  | چه جفت و موزونِن اسمُش نادُنُم |

| دهان چون میمش دُرْجِ مُرْوَرِی |  | پستهٔ خندانِن اسمُش نادُنِم |

| دهان چون میمُش پر ز مُرْوَری |  | پستَهٔ خندانِن اسمُش نادُنُم |

| لعل لب قندُش چون نبات ناب |  | عقیق و مرجانِن اسمُش نادُنِم |

| لعل لب قندَش چون نبات و یا |  | عقیق و مرجانِن اسمُش نادُنُم |

| در مجلس صحبت خوش‌مَثَل چُونُویْ |  | بلبل خوش‌خوانِن اسمُش نادُنِم |

| در مجلس صحبت خوش‌مَسَل کِه دِن |  | بلبل خوش‌خوانِن اسمُش نادُنُم |

| لِه سینهٔ صافُش آخی بر دلم |  | دو سیب پستانِن اسمُش نادُنِم |

| لِهٔ سینَهٔ صافُش آخَی بر دلُم |  | دو سیب پستانِن اسمُش نادُنُم |

| همچون دل عاشق بیقرار و تاب |  | زیبق لرزانِن اسمُش نادُنِم |

| فیروزه‌انگشتر شَه انگشت بلور |  | دست پُر بِهْبانِن اسمُش نادُنِم |

| هنگام آرایش زیب صورتُش |  | مشاطَه حیرانِن اسمُش نادُنِم |

| هَنگام آرایش زیب صورتَش |  | مشاطَه حَیرانِن اسمُش نادُنُم |

| تِی سوخْتَنِی چِیْتُش وقتی شَه سُرُه |  | آشوب دورانِن اسمُش نادُنِم |

| تی سوختنیِ چیتُش وقتی شَه‌سِرَه |  | آشوب دورانِن اسمُش نادُنُم |

| جُمخُو مَلَس‌جُوزِی غرق پولکی |  | تا وَرِ کیبانِن اسمُش نادُنِم |

| جَمخو مَلَس‌جُوزی غرق اِز پولَکو |  | تا لب کیبانِن اسمُش نادُنُم |

| شلوار یَکتاکِی چیتِ اطلسی |  | به پای جانانِن اسمُش نادُنِم |

| شلوار یَکتاکی چیتِ اطلسی |  | به پاشِ جانانِن اسمُش نادُنُم |

| از مُو دل اُشبُردُه ان مَپِش بگُوی |  | که شاه خوبانِن اسمُش نادُنِم |

| اِز مُو دل اُشبُردِن کِس شَپِش نِگو |  | که شاه خوبانِن اسمُش نادُنُم |

| دیوانه اُشکردِم نادُنِم کِه هِن |  | دل از غَمُش خونِن اسمُش نادُنِم |

| دیوونَه اُشکِردُم نادُنُم کِه هِن |  | دل اِز غَمُش خونِن اسمُش نادُنُم |

| از ساعتی کِمْدِی هنگام پَسین |  | چشم مُو گریانِن اسمُش نادُنِم |

| اِز ساعتی کِم‌دی هَنگام پَسین |  | چَشم مُو گَریانِن اسمُش نادُنُم |

| مَکِس خریدارِن بَر اِنِ مَخَه |  | یوسف کنعانِن اسمُش نادُنِم |

| مَکِس خریدار اِنْ بَرِ اَمْنَه مَخَه |  | یوسُف کنعانِن اسمُش نادُنُم |

| عاشق رخسارُش والله که وَ دل |  | غمناک و محزونِن اسمُش نادُنِم |

| خدا، خدا، مادِه یار لب‌شَکَر |  | خدا، خدا، مادِه شوش اُچِه اَ سفر |

| سرو گلستانِن اسمُش نابُرُم |  | نوگل بستانِن اسمُش نادُنُم |